# Línea E4 de Exprés.cat (ATM Área de Barcelona)
La línea E4 es una línea de autobús interurbano de Cataluña de la red Exprés.cat que hace su recorrido entre Barcelona-La Sagrera y Ripollet, substituyendo a la línea L0622. Entró en funcionamiento el 29 de octubre de 2012, coincidiendo con la entrada en funcionamiento del carril Bus-VAO de la C-58. Los días laborables circula con una frecuencia en hora punta de 10 minutos.

## Horario
| E4                           | A: Barcelona | A: Ripollet |
| Laborables                   | De 06:00 a 07:00 cada 20' De 07:00 a 09:00 cada 10' De 09:00 a 18:00 cada 15' De 18:00 a 20:00 cada 10' De 20:00 a 21:00 cada 15' | De 06:30 a 07:30 cada 20' De 07:30 a 09:30 cada 10' De 09:30 a 18:30 cada 15' De 18:30 a 20:30 cada 10' De 20:30 a 21:30 cada 15' |
| Laborables del mes de agosto | De 06:00 a 20:00 cada 30' | De 06:30 a 20:30 cada 30' |
| Sábados, domingos y festivos | De 06:00 a 20:00 cada 60' | De 06:30 a 20:30 cada 60' |

## Características de la línea
| Prestación                                | Disponibilidad en la línea |
| ----------------------------------------- | -------------------------- |
| Adaptada a                                | Sí                         |
| Información a los usuarios en tiempo real | Sí                         |
| Prioridad semafórica                      | No                         |
| Línea de tránsito rápido                  | No                         |
| Circula los sábados y festivos            | Sí                         |

## Galería de imágenes
| |
| Autobús interurbano de la línea E4 efectuando parada en la estación de autobuses de Fabra i Puig dirección Ripollet. |

| |
| Autobús interurbano de la línea E4 en la Avenida Meridiana de Barcelona con destino a la parada de La Sagrera. |

|                                                                                         |
| Parada de Barcelona-La Sagrera, lugar de destino de la línea E4 procedente de Ripollet. |